# Bavayia
Bavayia – rodzaj jaszczurek z rodziny Diplodactylidae.

## Zasięg występowania
Rodzaj obejmuje gatunki występujące na wyspach Nowej Kaledonii (Nowa Kaledonia, Île des Pins i Wyspy Lojalności). 

## Systematyka
Rodzaj zdefiniował w 1913 roku szwajcarski zoolog i briolog Jean Roux w rozdziale poświęconym gadom z Nowej Kaledonii i Wysp Lojalności w publikacji pod redakcją Fritza Sarasina dotyczącej Nowej Kaledonii. Gatunkiem typowym jest (oryginalne oznaczenie) Bavayia crassicollis.

### Etymologia
Bavayia: Arthur René Jean Baptiste Bavay (1840–1923), francuski farmaceuta, herpetolog i malakolog. 

### Podział systematyczny
Do rodzaju należą następujące gatunki:

- Bavayia ashleyi Bauer, Sadlier & Jackman, 2022
- Bavayia astrongatti Bauer, Sadlier & Jackman, 2022
- Bavayia borealis Bauer, Sadlier & Jackman, 2022
- Bavayia boulinda Bauer, Sadlier & Jackman, 2022
- Bavayia caillou Bauer, Sadlier & Jackman, 2022
- Bavayia campestris Bauer, Sadlier & Jackman, 2022
- Bavayia centralis Bauer, Sadlier & Jackman, 2022
- Bavayia cocoensis Bauer, Sadlier & Jackman, 2022
- Bavayia crassicollis Roux, 1913
- Bavayia cyclura (Günther, 1872)
- Bavayia endemia Bauer, Sadlier & Jackman, 2022
- Bavayia exsuccida Bauer, Whitaker & Sadlier, 1998
- Bavayia geitaina Wright, Bauer & Sadlier, 2000
- Bavayia goroensis Bauer, Jackman, Sadlier, Shea & Whitaker, 2008
- Bavayia insularis Bauer, Sadlier & Jackman, 2022
- Bavayia jourdani Bauer, Sadlier & Jackman, 2022
- Bavayia kanaky Bauer, Sadlier & Jackman, 2022
- Bavayia koniambo Bauer, Sadlier & Jackman, 2022
- Bavayia kopeto Bauer, Sadlier & Jackman, 2022
- Bavayia kunyie Bauer, Sadlier & Jackman, 2022
- Bavayia lepredourensis Bauer, Sadlier & Jackman, 2022
- Bavayia loyaltiensis Bauer, Sadlier & Jackman, 2022
- Bavayia mandjeliensis Bauer, Sadlier & Jackman, 2022
- Bavayia menazi Bauer, Sadlier & Jackman, 2022
- Bavayia montana Roux, 1913
- Bavayia nehoueensis Bauer, Sadlier & Jackman, 2022
- Bavayia nubila Bauer, Sadlier, Jackman & Shea, 2012
- Bavayia occidentalis Bauer, Sadlier & Jackman, 2022
- Bavayia ornata Roux, 1913
- Bavayia periclitata Bauer, Sadlier & Jackman, 2022
- Bavayia pulchella Bauer, Whitaker & Sadlier, 1998
- Bavayia renevierorum Bauer, Sadlier & Jackman, 2022
- Bavayia rhizophora Bauer, Sadlier & Jackman, 2022
- Bavayia robusta Wright, Bauer & Sadlier, 2000
- Bavayia sauvagii (Boulenger, 1883)
- Bavayia septuiclavis Sadlier, 1989
- Bavayia stephenparki Bauer, Sadlier & Jackman, 2022
- Bavayia tanleensis Bauer, Sadlier & Jackman, 2022
- Bavayia tchingou Bauer, Sadlier & Jackman, 2022
- Bavayia ultramaficola Bauer, Sadlier & Jackman, 2022
- Bavayia whitakeri Bauer, Sadlier & Jackman, 2022